# Piedade de Caratinga
Piedade de Caratinga est une municipalité brésilienne de l'État du Minas Gerais et la microrégion de Caratinga.